# 斯坦利·科恩
斯坦利·科恩（英語：Stanley Cohen，1922年11月17日—2020年2月5日），美国生物化学家，1986年诺贝尔生理学或医学奖获得者。他是范德堡大学医学院的一位杰出科学家。

## 生平
1943年，科恩在布鲁克林学院主修化学和动物学双学位。1945年从奥伯林学院获得动物学硕士学位。1948年在密西根大学获得生物化学系博士学位。
1953年在华盛顿大学与丽塔·列维-蒙塔尔奇尼分离了神经生长因子(NGF)。随后发现表皮生长因子。1959年到范德堡大学医学院继续研究生长因子在癌症发病中的作用及设计开发抗癌药物。
科恩还于1986年获美国国家科学奖章。
2020年2月5日病逝，享壽97歲。